# Jason Sasser
Jason Jermane Sasser  (Denton, Texas, 3 de enero de 1974) es un exjugador de baloncesto estadounidense. Con 2.01 de estatura, su puesto natural en la cancha era el de alero. Es el hermano del también jugador Jeryl Sasser, y nieto del exjugador John Barber.

## Trayectoria
- High School. Kimball, Dallas.
- 1992-96 Universidad de Texas Tech
- 1996-97 Sioux Falls Skyforce.
- 1996-97 San Antonio Spurs.
- 1996-97 Dallas Mavericks.
- 1996-97 Sioux Falls Skyforce.
- 1997-98 Sioux Falls Skyforce.
- 1997-98 CB Sevilla.
- 1998-99 Sioux Falls Skyforce.
- 1998-99 Vancouver Grizzlies.
- 1999-00 New Mexico Slam.
- 2000-01 Kansas City Knights.
- 2001-02 CB Girona.
- 2002-03 Gary Steelheads.
- 2002-03 Brose Bamberg.
- 2004-2005 Ovarense
- 2007-2008 Yakama Sun Kings
- 2008 Al Arabi
- 2008 Lawton Fort Sill Cavalry
- 2008-2009 Busan Magicwings